# ズームアップくれ
『ズームアップくれ』は、2007年3月まで広島テレビで放送された呉市の市政番組。

## 内容
広島テレビと呉市の共同製作番組。マリノポリスなど、海をイメージした街づくりを目指している呉市の姿を紹介していた。セット撮影は無く、リポーターが屋外へ出て取材する形式だった。番組のラストでは呉市からのお知らせが流れていた。
番組の終了後、呉市の広報番組は広島ホームテレビで土曜 11:35 - 11:40に放送のミニ番組『くれ・情報ステーション』へ移行した。

## 出演者

### 現在[いつ?]
- 中井典絵（リポーター）

## 放送時間

### 現在[いつ?]
- 土曜日 10:25 - 10:30（2005年4月 - ）

### 以前
- 日曜日 10:55 - 11:00（ - 2005年3月）